# Giovanni Boccalini

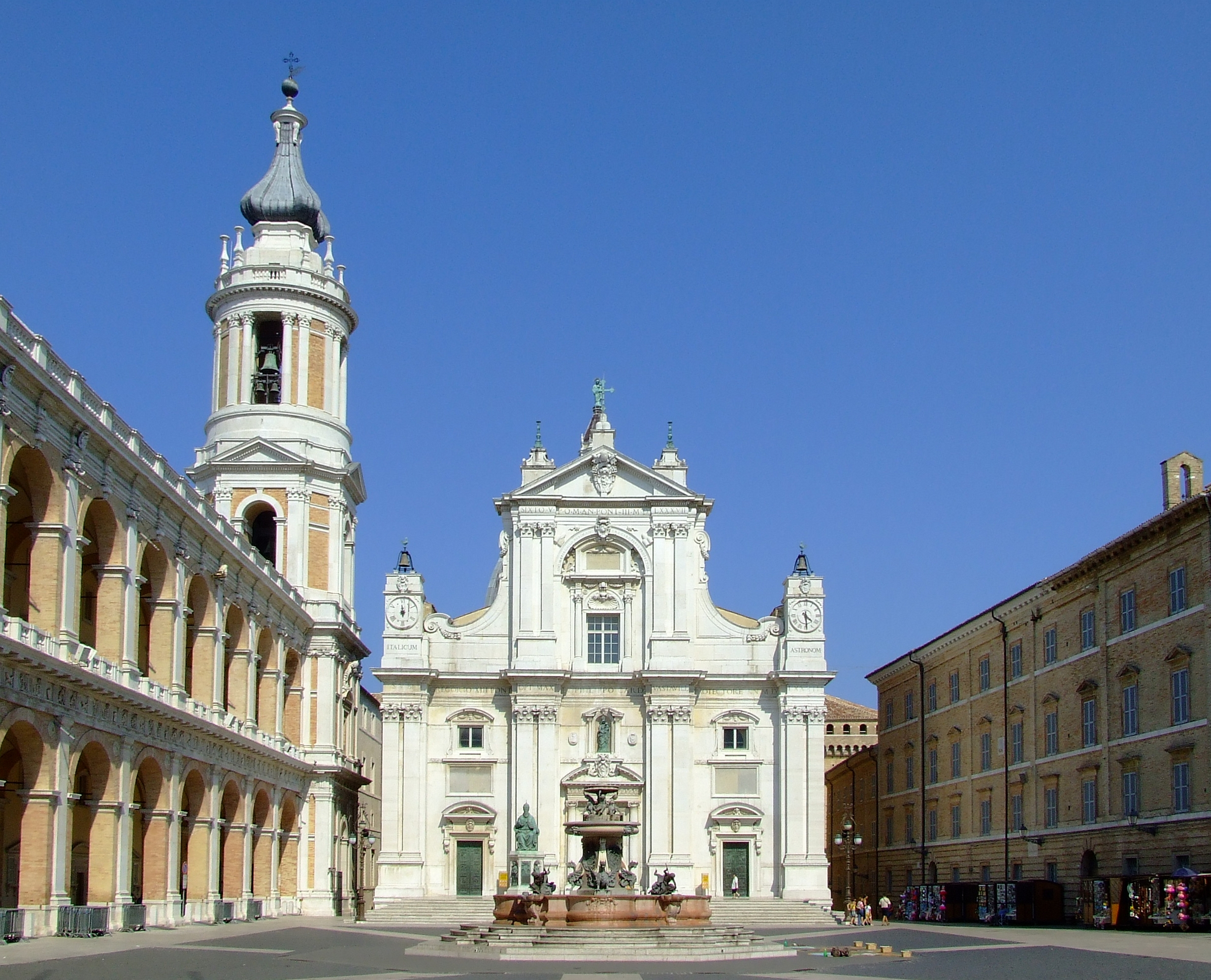
Façade de la Basilique de la sainte Maison de Lorette.

Giovanni Boccalini (ou Giovanni Boccalino, aussi surnommé Ribaldi ; Carpi, vers 1520 - Loreto, 22 décembre 1580) fut un architecte italien de la Renaissance tardive.
Parmi ses œuvres majeures figure la contribution à la construction de la basilique de Lorette. Il est intervenu en particulier sur une partie du versant ouest du Palais apostolique et sur la façade initialement dessinée par Donato Bramante en 1509, puis restructurée par Antonio da Sangallo en 1517.
Giovanni Boccalini a érigé la façade actuelle, jusqu’à sa corniche dans le respect du dessin de Sangallo.